# دولنی برکوویتسه
دولنی برکوویتسه (به چکی: Dolní Beřkovice) یک منطقهٔ مسکونی در جمهوری چک است که در ناحیه میلنیک واقع شده‌است.